# Hun-Batz en Hun-Chowen
Hun-Batz en Hun-Chowen (Eenaap en Eenmeester) zijn figuren uit de Mayamythologie en de Popol Vuh, het heilige boek van de Maya's.

## Ixbaquiyalo
Eenaap en Eenmeester waren de zonen van Een Eenjager (Hun Hunahpu) en Ixbaquiyalo ('Zij die de mensen beenderen geeft').
'Deze beide zoons hadden bij hun geboorte veel verstand en wijsheid meegekregen. Zij waren waarzeggers hier op de aarde, goedhartig en bereidwillig. Alle kunsten werden Eenaap en Eenmeester geleerd, de zoons van Eenjager. Zij waren fluitspelers, cameeënsnijders, zilversmeden. Dat waren Eenaap en Eenmeester.'
Toen Ixbaquiyalo was gestorven gingen de broers Hun Hunahpu en Vucub Hunahpu naar Xibalba, de Maya onderwereld. Zijn zonen liet Een eenjager achter bij zijn moeder Ixmucane. Het verhaal van de heldentweeling Hunahpu en Ixbalanqué staat tussen de schepping van de houten mensen in en de schepping van de mensen van maïs door Tzakol en Bitol. Van de houten mensen werd gezegd dat de apen afstamden.

## Hun Hunahpu en Ixbalanqué
Een Eenjager en Zeven Eenjager kwamen om in Xibalba. Ze werden geofferd en bijgezet in een grafheuvel. Bovenop de grafheuvel stond een jicara-boom en daarin werd het hoofd van Een Eenjager gezet. Toen ging de boom gelijk bloeien en vruchten dragen. Het was verboden in de buurt van de wonderlijke boom te komen. Maar een schone jonkvrouw, Ixquic, was nieuwsgierig, kwam dichterbij en wilde van de verboden vrucht proeven.
Toen Ixquic, de dochter van Cuchumaquic, een Heer van Xibalba, zwanger was geworden van het speeksel, dat het hoofd van Een Eenjager op haar hand had gespoten, moest ze vluchten. Vier uilen brachten haar boven de grond, naar de hut van Ixmucane, de moeder van Een Eenjager en Zeven Eenjager. Eenaap en Eenmeester woonden daar met hun grootmoeder Ixmucane. Grootmoeder testte haar schoondochter, want ze twijfelde er aan of ze echt de echtgenote was van haar overleden zoon. Toen de heldentweeling Hunahpuh en Ixbalanqué in het bos ter wereld kwam, wilde Ixmucane hen te vondeling leggen. Eerst op een mierenhoop, daarna tussen dorens. Maar de tweeling overleefde het.
Hunahpu en Ixbalanqué werden door Eenaap en Eenmeester onvriendelijk behandeld. Daarom besloot de tweeling hen in de val te lokken. Ze gingen naar het bos waar in een grote boom veel vogels zaten. Eenaap en Eenmeester klommen in de boom om ze te vangen. Maar de boom groeide steeds hoger en ze wisten niet meer hoe ze naar beneden moesten komen. De tweeling adviseerde hen het uiteinde van hun lendendoek los te knopen, maar die veranderde in een staart; Eenaap en Eenmeester waren in apen veranderd.
Ze kwamen drie maal terug naar de hut van hun grootmoeder, maar die kon haar lachen niet inhouden vanwege hun grimassen en spel. De vierde keer kwamen ze niet meer opdagen. Ze trokken zich terug in de bossen, voorgoed. Ixmucane wreef later witte en gele maïskolven fijn tot negen dranken om te helpen bij de schepping van de nieuwe mens, de mens van maïs. De vier nieuwgeschapen mannen waren zó wijs en alwetend, dat de goden zich genoodzaakt zagen een sluier over hun ogen te werpen, zodat hun wijsheid afnam. Toen volgden hun vier echtgenoten en van hen stammen de huidige volkeren af.
'Er waren er meer dan vier, maar vier waren de verwekkers van onze Quiché-stam'